# 로버트 H. 데나드

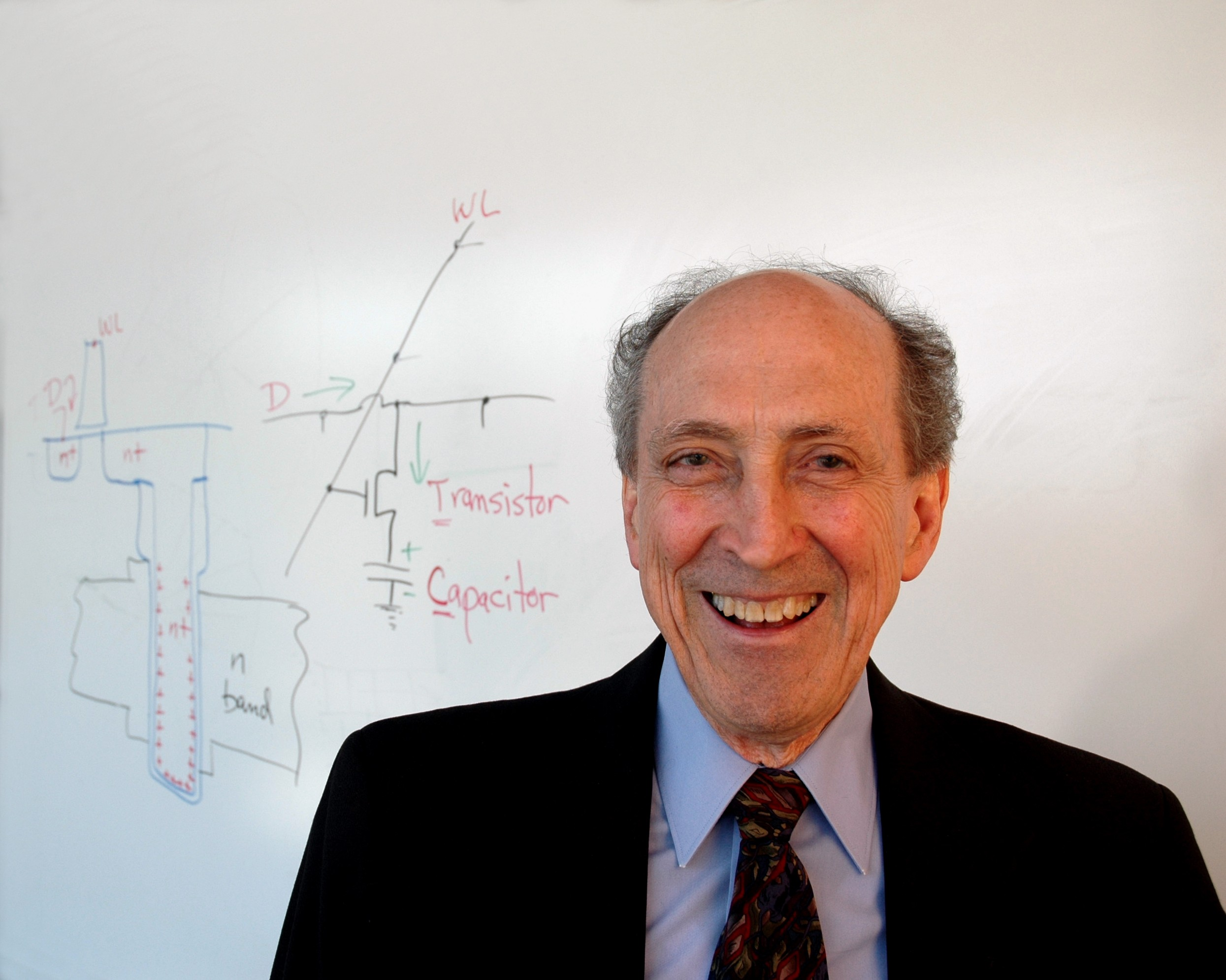

로버트 H. 데나드(Robert H. Dennard, 본명: 로버트 히스 데나드, Robert Heath Dennard, 1932년 9월 5일 ~ 2024년 4월 23일)는 미국의 전기 기술자이자 발명가였다.
1966년에 트랜지스터와 커패시터로 구성된 단일 트랜지스터 메모리 셀을 발명했으며 1968년에 특허를 받았다.
2024년 4월 23일 91세의 나이로 사망했다.